# Yu-Chien Tseng
Yu-Chien Tseng (chiń. 曾宇謙; pinyin Céng Yǔqiān; ur. 24 sierpnia 1994 w Nowym Tajpej) – tajwański skrzypek. 
Naukę gry na skrzypcach rozpoczął jako pięciolatek, mimo że podejrzewano u niego brak słuchu muzycznego. W 2008 roku wyjechał do Filadelfii, aby kontynuować naukę w Curtis Institute of Music pod opieką Idy Kavafian oraz Aarona Rosanda. 
W 2009 roku zdobył pierwszą nagrodę w Międzynarodowym Konkursie im. Pablo Sarasate w Pampelunie. W 2011 roku wygrał konkurs im. Isanga Yuna w Tongyeong, a także otrzymał nagrodę specjalną na Międzynarodowym Konkursie Muzycznym im. Piotra Czajkowskiego. W 2012 roku zajął piąte miejsce na Międzynarodowym Konkursie Muzycznym im. Królowej Elżbiety Belgijskiej. W 2015 roku zwyciężył w Międzynarodowym Konkursie Skrzypcowym w Singapurze oraz otrzymał II nagrodę na Międzynarodowym Konkursie Muzycznym im. Piotra Czajkowskiego (pierwszej nagrody nie przyznano). 
Występował z Orkiestrą Filadelfijską, Orchestre National de Belgique, Orkiestrą Symfoniczną Tajpej, Orkiestrą Symfoniczną Singapuru oraz Orkiestrą Symfoniczną Navarry.

## Źródła
- Biografia na stronie Międzynarodowego Konkursu Muzycznego im. Piotra Czajkowskiego
- Singapore International Violin Competition: Winner Tseng Yu-Chien was once thought to be tone-deaf, The Straits Times, 22 stycznia 2015